# Grace Nakimera
Grace Nakimera là một nhạc sĩ, vũ công, nhà soạn nhạc, và người viết nhạc người Uganda.

## Âm nhạc
Grace bắt đầu hát khi cô 7 tuổi. Cô sẽ biểu diễn tại các chương trình tài năng ở Kampala. Khi cô 18 tuổi, cô đi du lịch đến Rwanda và trong hai năm biểu diễn cùng ban nhạc thường trú tại khách sạn Mille collin ở Kigali, khách sạn trong bộ phim "Khách sạn Rwanda" về nạn diệt chủng ở Rwanda. Năm 2000, cô trở lại Kampala và tham gia ca đoàn của nhà thờ Christ the King. Năm 2004, cô có một bước đột phá lớn trong âm nhạc. Cô đã hợp tác với một bộ đôi ca hát Gatimo và Paragon để thu âm ca khúc An An Akumanyi 'một bài hát đã trở thành hit tại Uganda. Bộ ba đã giành giải thưởng Nghệ sĩ sắp tới trong Giải thưởng âm nhạc Pearl of Africa 2004/5. Cô bắt đầu sự nghiệp solo khi nhóm tách ra. Kể từ khi cô đã phát hành hit ca khúc như “Anfuukula”, “Kiva Kuki”, “sukuma”, “Nvawo Nawe”, “Kawoonawo". và bài hát phúc âm nhạc rock "Onyambanga"
Nakimera cũng là một chủ doanh nghiệp và có một cô con gái.

## Danh sách đĩa hát

### Đĩa đơn
- Katika
- Ani Akumanyi [10]
- Kawonawo
- Nvawo Nawe
- Mpola Mpola
- Nkwagala Kufa
- Sexy [11]
- Onyambanga mukama
- Anfukuula
- Kiva Kuki
- Sukuma
- Welaga Ki
- Một số chi tiết
- Ntandika
- Bumper ku Bumper
- Nalo
- Seesa
- Baagala Kiki
- Riziki Yo
- Twala Byange
- Tuseyeya

### Album
- Kawonawo